# Ichneumon nyssaeus
Ichneumon nyssaeus là một loài tò vò trong họ Ichneumonidae.